# Плющенко, Сергей Алексеевич
Плющенко Сергей Алексеевич (1919-1944) — старший лейтенант Рабоче-крестьянской Красной Армии, участник Великой Отечественной войны, Герой Советского Союза (1943).

## Биография
Сергей Плющенко родился в 1919 году в посаде Клинцы (ныне город), в семье рабочего. После окончания средней школы работал в Смоленске. В 1939 году Смоленским райвоенкоматом призван в Красную Армию. В 1941 году окончил Саратовское танковое училище. С апреля 1942 года кандидат в члены ВКП(б). Был награждён орденом Красного Знамени и орденом Красной Звезды.
Капитан С. А. Плющенко погиб в бою 15 февраля 1944 года во время Никопольско-Криворожской операции в бою за хутор Красный. Похоронен в селе Запорожское Апостоловского района Днепропетровской области Украины.

## Подвиг
В ночь с 30 сентября на 1 октября 1943 года под сильным артиллерийским огнём противника и налётами вражеской авиации 1-я танковая рота 43-го отдельного танкового полка 37-й армии под командованием старшего лейтенанта Плющенко С. А. без единой потери переправилась на правый берег Днепра, который оборонялся немцами. Закрепившись на плацдарме, рота Плющенко вступила в бой. Командир роты лично уничтожил 2 неприятельских танка, 3 бронетранспортёра, поджёг склад боеприпасов, 3 автомашины с пехотой, батарею ПТО, 12 пулемётов и около 140 солдат и офицеров врага. Всего рота Плющенко уничтожила 3 танка, 6 бронетранспортёров, 5 машин с пехотой, 5 машин с боеприпасами, склад с боеприпасами, 8 дзотов, 5 миномётных батарей, 4 артиллерийские батареи, 20 пулемётов и более 300 немецких солдат и офицеров.
Указом Президиума Верховного Совета СССР от 20 декабря 1943 года, за проявленное геройство, мужество и умение, старшему лейтенанту Плющенко Сергею Алексеевичу присвоено звание Героя Советского Союза с вручением ордена Ленина.